# 细梗楔苞楼梯草
细梗楔苞楼梯草（学名：Elatostema cuneiforme var. gracilipes）为荨麻科楼梯草属下的一个变种。

## 扩展阅读
- 維基物種上的相關：细梗楔苞楼梯草